# Tempietto di George Washington

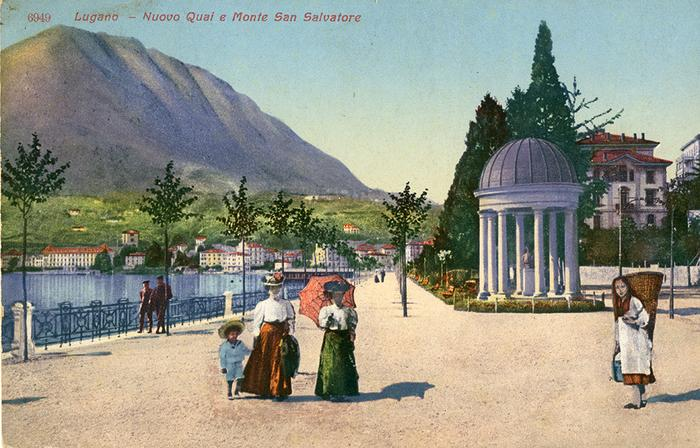
Cartolina rappresentante il Tempietto di Washington

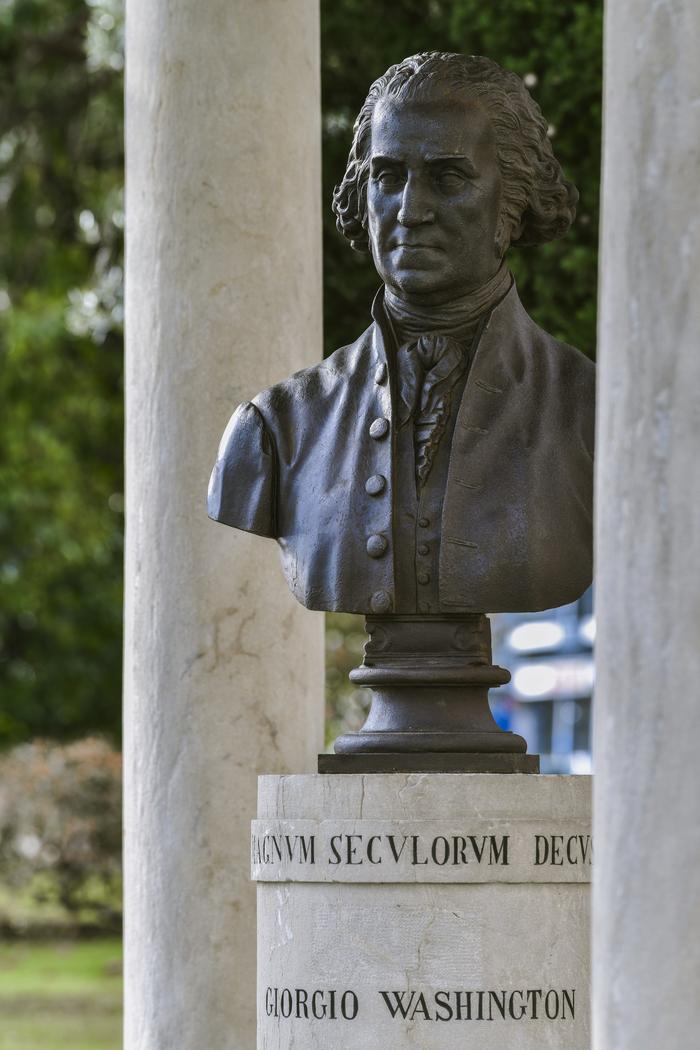
Busto di George Washington situato a Lugano-Paradiso in Via Riva Antonio Caccia 1

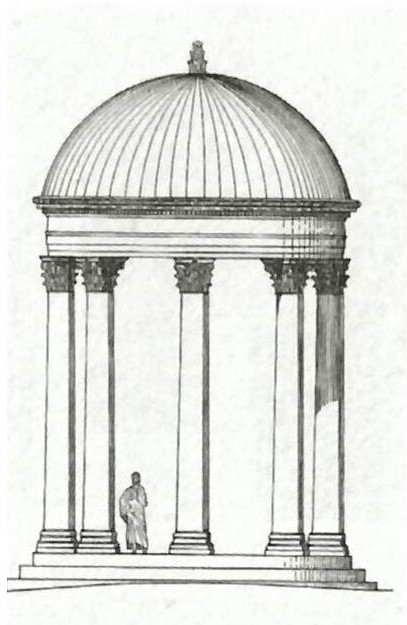
Illustrazione presente nel libro "Tempietto di Washington", collana "Con Cura", stampato da "La buona stampa" di Lugano

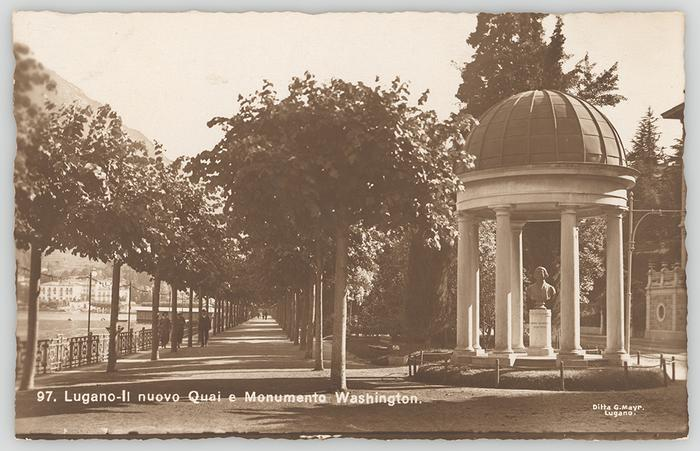
Fotografia fatta dalla ditta G. Mayr negli anni 30

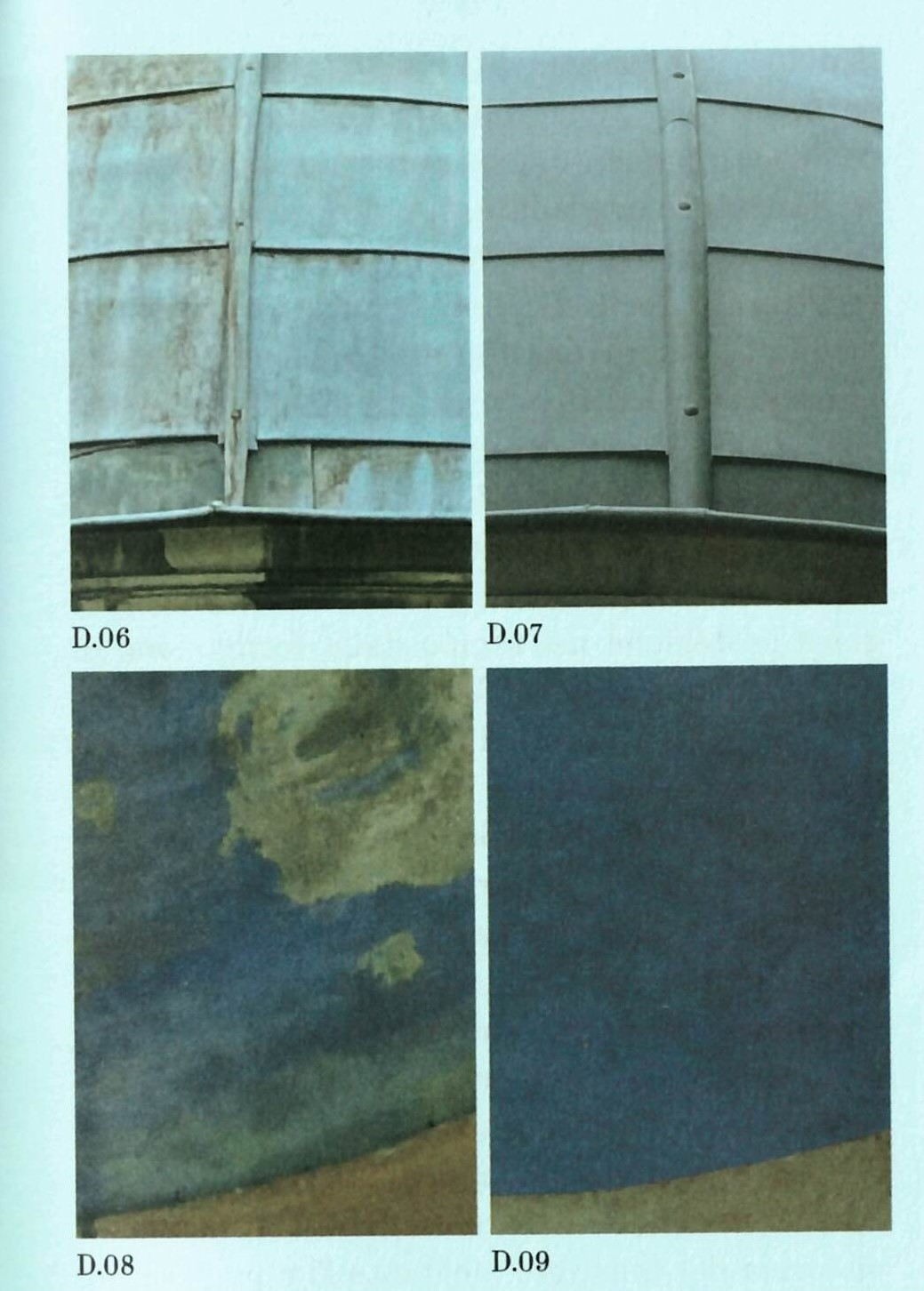
Restauro del Tempietto di Washington. Foto del libro "Tempietto di Washington", collana "Con Cura", stampato da "La buona stampa" di Lugano

Il Tempietto di George Washington è un piccolo monumento commemorativo situato sul lungolago di Lugano, nel Canton Ticino (Svizzera), risalente alla metà del XIX secolo. Dedicato a George Washington, primo presidente degli Stati Uniti, rappresenta un raro esempio di architettura neoclassica celebrativa ispirata a una figura storica americana sul territorio svizzero. La sua presenza, così particolare nel contesto locale, lo rende un elemento significativo del patrimonio storico e culturale della città.

## Storia
Fu realizzato su iniziativa di Abbondio Chialiva, cittadino italiano noto per il suo passato avventuroso, all'interno del parco di Villa Tanzina, da lui acquistata nel 1842 e successivamente demolita per lasciare posto ad un complesso residenziale.
La qualità architettonica e paesaggistica di Villa Tanzina era già apprezzata da figure di spicco dell'epoca. In una lettera indirizzata a Jacob Burckhardt intorno al 1855, l'architetto Gottfried Semper la definì «ein kleines Mustersstück der modernen Land und Gartenbaukunst», ovvero “un piccolo capolavoro dell'arte moderna del paesaggio e dell'architettura rurale”.
Nel 1859, il monumento venne arricchito da un busto in ghisa di George Washington, opera dello scultore piemontese Angelo Bruneri, fuso presso la Fonderia Colla di Torino. Il busto reca l'iscrizione Magnum Seculorum Decus / Giorgio Washington / 1732–1799 che significa "Gran lustro dei secoli". Questo suggerimento è stato dato a Chialiva da Carlo Cattaneo.
Dal punto di vista architettonico, il tempietto si presenta come una struttura circolare, sollevata su una base a due gradini e sorretta da otto colonne doriche. La copertura è costituita da una cupola emisferica, mentre i materiali impiegati includono pietra di Saltrio per gli elementi verticali, gneiss granitico della Leventina per il basamento e lastre di zinco per la parte esterna della cupola.
Oltre al suo interesse storico e architettonico, il monumento assume anche un valore simbolico, rappresentando un tributo alla figura di George Washington e riflettendo i legami culturali e ideali tra la Svizzera e gli Stati Uniti.
 "Il Busto sarà collocato nella rotonda dedicategli nel giardino sul lago alla Tanzina come decorazione del pubblico passeggio quasi a fianco di Guglielmo Tell; la memoria per due grandi cittadini possa ispirare ai viventi i generosi sentimenti ed instradarli a nobili azioni!"
 — Abbondio Chialiva a Carlo Cattaneo, 1º agosto 1859 

## Descrizione architettonica
"Si costruiscono anche templi di forma circolare. Alcuni dei quali, detti monopteri, si compongono di sole colonne senza cella."
 — Vitruvio, De Architectura, IV, 8 
Il Tempietto di George Washington si ispira alla tipologia classica del monoptero, ovvero un piccolo tempio circolare privo di cella interna, composto unicamente da un colonnato che sostiene una cupola. Questa forma, antica quanto la cultura greca, fu ampiamente rivalutata nel Rinascimento e in epoca neoclassica come simbolo di perfezione geometrica e armonia.
Il suo aspetto, che richiama i modelli dell'antichità classica descritti da Vitruvio, si inserisce nella tradizione del tempio a pianta centrale, ripreso da numerosi architetti europei nei secoli successivi. In epoca neoclassica, strutture analoghe divennero popolari in tutta Europa per scopi celebrativi, soprattutto nei parchi e nei giardini aristocratici, e si diffusero anche negli Stati Uniti.
Proprio la cultura architettonica americana, fortemente influenzata da quella europea, ha adottato la forma del piccolo tempio neoclassico per celebrare figure simboliche e ideali patriottici. Un esempio particolarmente vicino, anche dal punto di vista stilistico, è la Rotunda della George Washington University a Washington D.C., eretta poco dopo quella luganese, nelle vicinanze del Professor's Gate, grazie anche a un lascito dello stesso George Washington.

## Restauro
"Il restauro costituisce il momento metodologico del riconoscimento dell'opera d'arte nella sua consistenza fisica e nella duplice polarità estetica e storica, in vista della sua trasmissione nel futuro."
— Cesare Brandi

Nel 2020, il Tempietto ha beneficiato di un intervento di restauro promosso dalla Divisione cultura della Città di Lugano, in collaborazione con la Divisione spazi urbani e finanziato dalla loggia massonica "Il Dovere". L'obiettivo era arrestare il degrado strutturale e conservare l'integrità del monumento. I lavori hanno incluso il ripristino della copertura, la pulizia e il consolidamento degli elementi lapidei e metallici, nonché l'installazione di un nuovo impianto di illuminazione. L'intervento ha restituito al Tempietto la sua leggibilità originaria, preservandone il valore storico e simbolico di Lugano.